# Pieter van Laer
Pour les articles homonymes, voir Van Laer.
Pieter Jacobsz. van Laer ou van Laar, dit en italien : il Bamboccio ou, en français, le Bamboche (baptisé à Haarlem le 15 décembre 1599 et probablement mort à Haarlem à l’automne 1642), est un peintre, dessinateur et graveur néerlandais (Provinces-unies) appartenant à l’École hollandaise, et actif durant plus d’une décennie à Rome. Son style fut imité par plusieurs artistes, que l’on a appelés les « Bamboccianti ».

## Biographie
La date de naissance exacte de Pieter van Laer est inconnue, mais on connaît sa date de baptême : le 15 décembre 1599 à Haarlem.
Van Laer a peut-être été un élève d’Esaias Van de Velde l'Ancien (1587-1630). Après un voyage d’étude à travers la France, il partit en compagnie de son frère Roeland pour l’Italie, où il s’établit en 1625, à Rome. Là, il fit la connaissance de peintres tels que Claude Lorrain, Nicolas Poussin et Joachim von Sandrart. Il se joignit également aux Bentvueghels. Les Italiens, soit à cause de ses sujets de prédilection, soit à cause de son corps difforme, lui attribuèrent le surnom peu flatteur d’« Il Bamboccio » (Le Bamboche, ou Le Pantin).

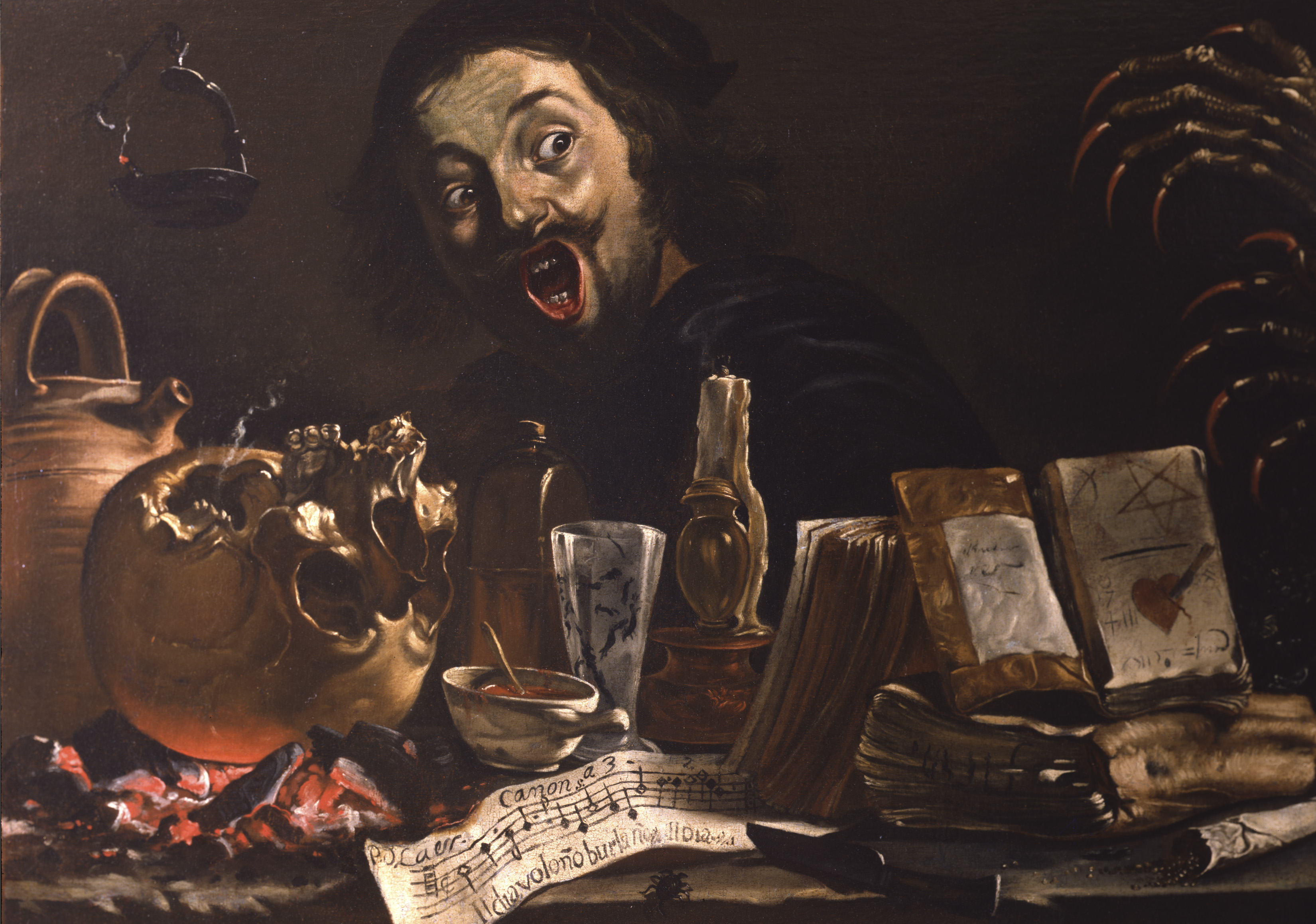
Scène magique avec autoportrait

À Rome, il fait partie des instigateurs de la schildersbent (« bande de peintres »), une confrérie créée en 1623 par les artistes néerlandais établis dans la ville afin de protéger leurs intérêts.
Au nombre des autres artistes qui travaillèrent avec ou dans la lignée de Van Laer, on peut compter Johann Philip Lemke (1631-1711).
Bien que son style pictural était ouvertement dédaigné par des peintres italiens prééminents de Rome et de Bologne, comme Andrea Sacchi, Francesco Albani et Guido Reni, les œuvres de van Laer finirent par être très prisées au fil du temps. Au départ, pour vivre de ses toiles, le peintre a dû dépendre de la vente sur le marché et de revendeurs, plutôt que de commandes ; cependant, en l’espace d’une décennie passée à travailler à Rome, il pouvait réclamer la somme très respectable de 30 à 35 scudi par peinture. Parmi ceux qui possédèrent ses toiles figurent Pietro Testa, Cassiano dal Pozzo, le marquis Vincenzo Giustiniani et, plus tard, le marchand flamand actif à Naples Gaspar Roomer. Van Laer devait aussi consacrer une série de gravures à Don Ferdinando Afan de Ribera, le vice-roi d’Espagne, à Naples.
Aux environs de 1638, van Laer quitta Rome pour revenir aux Pays-Bas où, jusqu’à sa mort, il fut principalement actif à Amsterdam et à Haarlem. En 1641, un dessin de lui parut dans un livre, le Haarlems liedboek (Chansonnier de Haarlem) ; on ne sait plus rien à son sujet après cette date, si ce n'est que dans le testament de sa sœur, daté de 1654, il est fait mention de sa mort, douze années auparavant.

## Style pictural

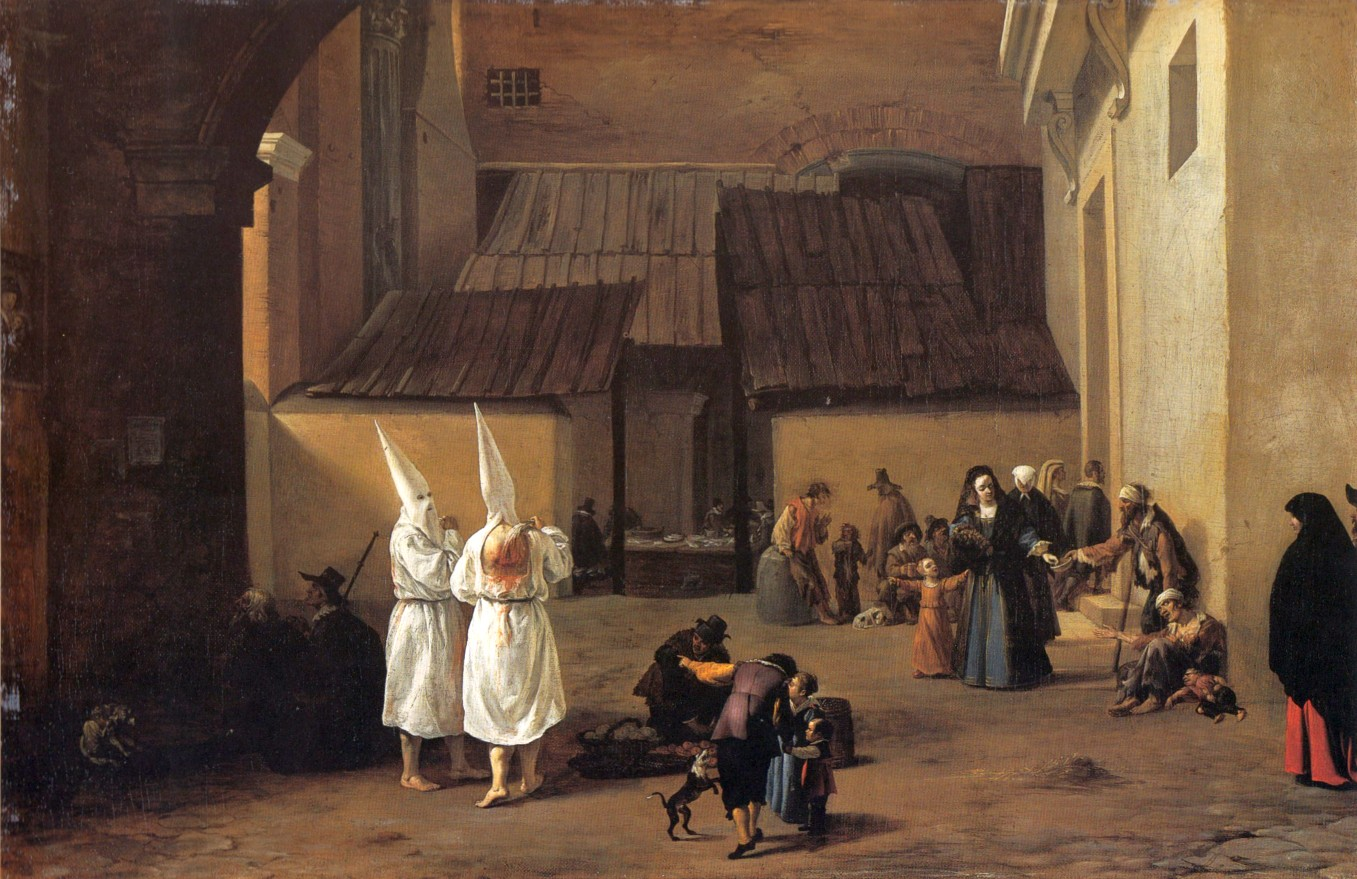
Les Flagellants, circa 1635

Tout comme c’est le cas pour d’autres italianisants, l’influence italienne est clairement visible dans ses décors. Van Laer remplit cependant ceux-ci de scènes de la vie populaire au caractère modeste typiquement néerlandais — scènes de fêtes, de jeu, de chasse, avec des paysans, des bergers, des marchands de foire, etc. Cette idée fut souvent imitée par d’autres italianisants, lesquels furent appelés les « Bamboccianti », d’après le surnom italien de van Laer. C'est une vision non officielle et non monumentale de la capitale romaine qui est ainsi mise en lumière par van Laer et par ses nombreux disciples. Parmi ceux-ci figurent, notamment, Andries Both et son frère Jan, Michelangelo Cerquozzi, le Français Sébastien Bourdon et Jan Miel, ainsi que Philips Wouwerman. Le type même d'œuvres reçut en français le nom de « bambochade ».
Les tableaux de van Laer sont marqués par une composition et un dessin habiles, avec un souci particulier de la perspective. Ses couleurs, selon Joseph Archer Crowe (en), sont « généralement d’un ton de brun chaud, parfois très clair, mais plus souvent dense, et sa réalisation est ample et vigoureuse ». On lui attribue également certaines eaux-fortes, comme Hombre guiando un burro, conservée au musée du Prado.

## Œuvres

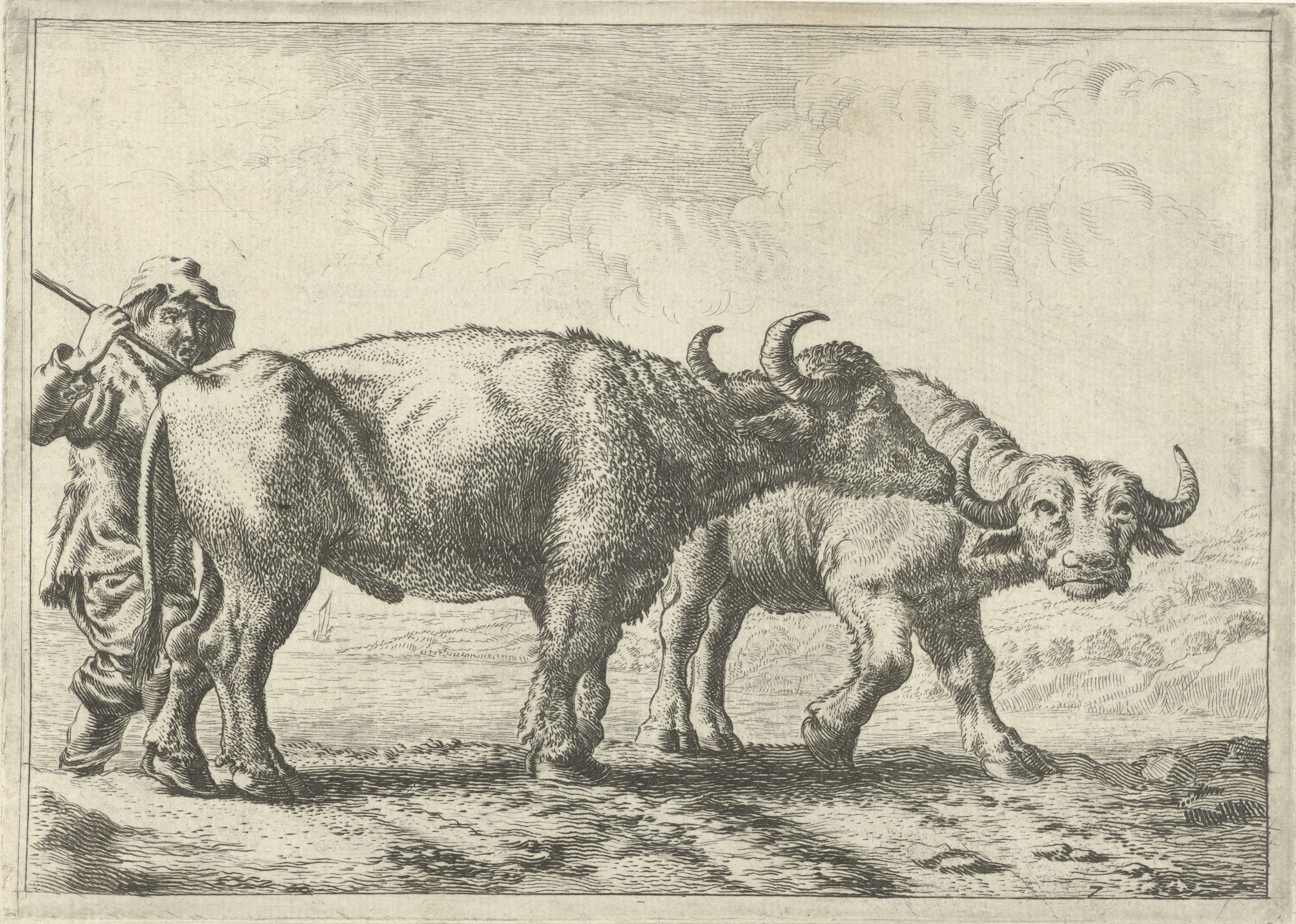
Deux buffles et un berger, eau-forte.

Seules trente œuvres sont attribuées à Pieter van Laer, dont seulement trois travaux signés ayant été produits en Italie. En plus d'huiles sur toile, il a notamment réalisé un dessin et une série d'estampes d'animaux domestiques, les Animalia, un genre qu'il développe et qui fait des animaux de ferme accompagnés de leurs gardiens le sujet central de huit planches exécutées en 1636. Graveur talentueux, ses estampes sont toujours liées à ses œuvres peintes.

### En France

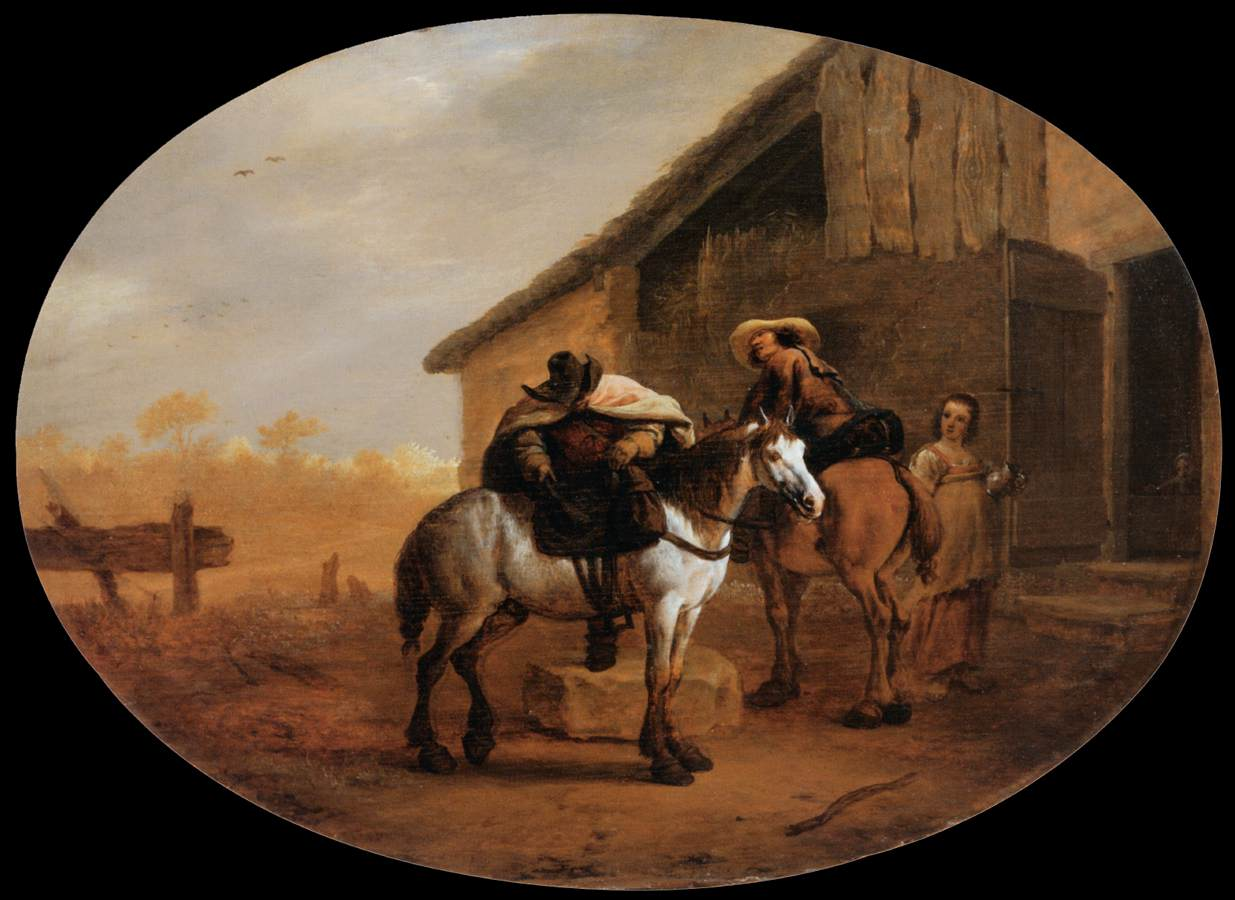
Départ de l’hôtellerie, 1639-1642
Musée du Louvre.

- Le Musée du Louvre possède, en plus de quelques dessins, deux pendants : Le Départ de l'hôtellerie et Les Pâtres, réalisés sans doute après son retour vers 1639-1642 (huiles sur toile, 32 × 43 cm[12]

### En Italie
- Autoportrait, corridor de Vasari, galerie des Offices (Florence), v. 1630[5].
- Campement, coll. privée (Rome), v. 1630[13].
- Le Bain, vers 1636, huile sur toile, 61 × 49 cm, musée des Offices, Florence[14]
- Le Vendeur de beignets, musée des Offices (Florence), 1636[7]

### En Allemagne
- Société carnavalesque dans une auberge, huile sur toile transposée sur bois, 54 × 82 cm, Bayerische Staatsgemäldesammlungen, Munich.